# 迪蒂魮
戴莫氏魮（学名：Barbus ditinensis）為輻鰭魚綱鯉形目鯉科的其中一個種。被IUCN列為次級保育類動物，分布於非洲塞內加爾，本魚具不相等的觸鬚，前面的被達到的前面邊緣眼與在後部可能達到後面的邊緣眼。側線完整，約略在背鰭之下浸，具顯著黑色的縱向條紋，體長可達6.1公分。

## 扩展阅读
維基物種上的相關：迪蒂魮